# El zepelín
El zepelín (en neerlandés: De zeppelin) es una pintura de 1933 del pintor neerlandés Carel Willink. Muestra la esquina de una calle donde cuatro hombres miran al cielo y saludan a un zepelín.

## Tema y composición
El Zeppelin muestra un zepelín en el aire, visto desde la esquina de una calle donde cuatro hombres miran al cielo y saludan. El dirigible es el Graf Zeppelin, un zepelín alemán que sobrevoló Ámsterdam el 14 de octubre de 1929. Willink creó El zepelín cuatro años después. La ubicación es la esquina de las calles Stadhouderskade y P.C. Hooftstraat en Ámsterdam.

## Recepción y procedencia
Después del estallido de la Segunda Guerra Mundial, El zepelín a veces se interpretaba como profético, ya que se había realizado el mismo año en que Adolf Hitler llegó al poder y el zepelín podía verse como un símbolo de Alemania. Sin embargo, Willink no estaba dispuesto a comentar sobre tal interpretación, sino que explicó: «El corazón de mi trabajo es un amor mortal por la realidad».
El zepelín es propiedad del empresario Hans Melchers. Está en exhibición pública en el Museo MORE en Gorssel.
El zepelín fue la inspiración detrás de la pista de música electrónica «The Zeppelin» de René van der Wouden, realizada para el álbum recopilatorio de 2011 Dutch Masters iniciado por Synth.nl. Después de esto, Wouden produjo un álbum completo con el tema de los zepelines.